# Ljusbord (scenteknik)

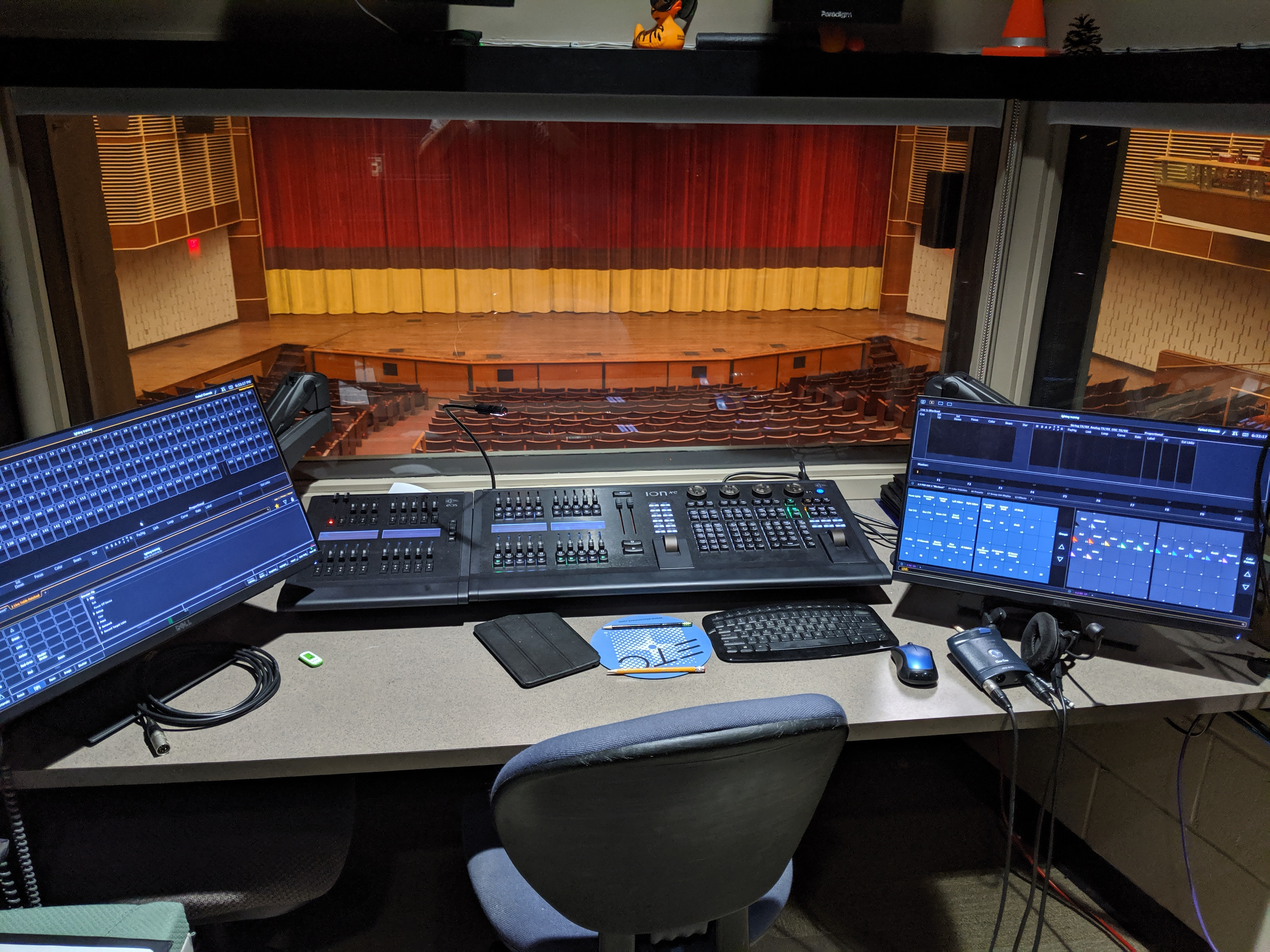
Ett modernt ljusbord.

Ljusbord är det kontrollbord som ljussättaren eller ljusteknikern använder sig av för att styra och programmera sin ljusrigg. 

## Kontrollbord

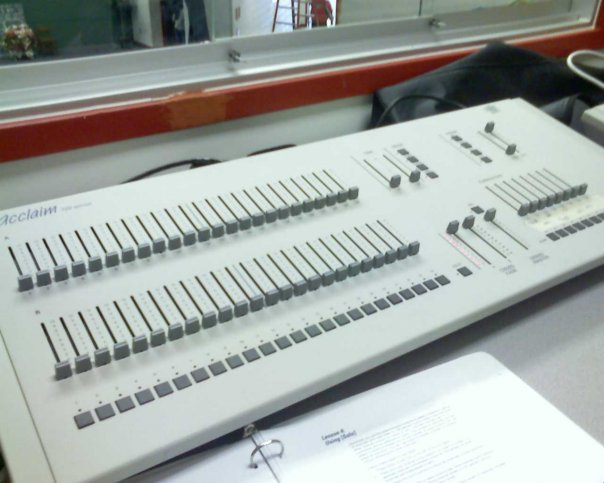
Ett ETC-ljusbord.

Ett ljusbord kan vara antingen analogt eller digitalt. Nya större ljusbord är nästan alltid digitala. Med digitalt innebär det att ljusbordet skickar en digital signal till till exempel en dimmer och säger åt den vilka kanaler den ska tända och på vilken styrka lampa ska lysa. Man kan även styra Moving heads eller andra intelligenta armaturer. Bordet kan ha flera DMX-universum, varje universum innehåller 512 kanaler och varje kanal skickar en signal mellan 0 och 255. Dessa kanaler kan göra allt ifrån att dimra en lampa till att t.ex. snurra (panorera) en moving head. 

### Digitala ljusbord
Ett digitalt ljusbord använder i 99 fall av 100 DMX512 för att skicka data. Det finns även ljusbord som kan skicka DMX via en ethernet-kabel. Digitala ljusbord har ofta en inbyggd dator eller kräver en extern dator. På de datorbaserade ljusborden programmerar (patchar) man in den armatur som man har i ljusbordet och ljusbordet vet då automatiskt vad armaturen kan göra. Ljusbordet kan då ha vissa förprogrammerade program för just din armatur. På nästan alla digitala ljusbord så har man möjlighet att i förväg programmera olika program för en ljusshow.

### Analoga ljusbord
Analoga ljusbord är idag ganska ovanliga. De gick ur tiden för ca. 10 år sedan. Ett analogt ljusbord använder oftast inte DMX512 utan de använder MIDI. Det analoga ljusbordet skickar inte en siffra mellan 0 och 255 utan den skickar en liten spänning. Detta använde man för att styra dimmerpack förr när det inte fanns digitala armaturer. Man skickade en spänning till en dimmer som sedan dimmrade upp den lampa som man ville. De analoga ljusborden hade ingen programmeringsfunktion utan det var ett visst antal reglar beroende på hur många lampor man hade.